# Readers Choice Award
Der Readers Choice Award, früher „Ellery Queen Readers’ Award“ betitelt (nicht zu verwechseln mit dem Ellery Queen Award), ist ein US-amerikanischer Literaturpreis für Kriminalkurzgeschichten. Gesponsert vom Verlagshaus Dell Publishing wird er seit 1985 jährlich auf dem Edgar Awards Banquet der Autorenvereinigung Mystery Writers of America (MWA) verliehen. Die Wahl der jahresbesten Kurzgeschichte erfolgt durch die Leser der Kriminalzeitschrift Ellery Queen's Mystery Magazin. Mit Abstand erfolgreichster Autor war Doug Allyn mit elf Auszeichnungen.

## Preisträger
- 1985 Clark Howard für Animals
- 1986 Clark Howard für Scalplock
- 1987 Robert Barnard für The Woman in the Wardrobe
- 1988 Clark Howard für The Dakar Run
- 1989 James Powell für A Dirge for Clowntown
- 1990 Clark Howard für Deeds of Valor
- 1991 Jeffery Deaver für The Crime of Miss Oyster Brown
- 1992 Doug Allyn für Candles in the Rain
- 1993 Doug Allyn für The Ghost Show
- 1994 Jan Burke für Unharmed
- 1995[1]  Doug Allyn für Franken Kat
- 1995 Jeffery Deaver für Gone Fishing
- 1996 Doug Allyn für Roadkill
- 1997 Jeffery Deaver für Double Jeopardy
- 1998 Kristine Kathryn Rusch für Details
- 1999 Clark Howard für The Global Man
- 2000 Doug Allyn für The Death Row Pet Show
- 2001 Peter Sellers für Avenging Miriam
- 2002 Jeffery Deaver für Without Jonathan
- 2003 Doug Allyn für Palace in the Pines
- 2004 Doug Allyn für The Gin Mill
- 2005 Doug Allyn für Wolf Woman Bay
- 2006 Leigh Lundin (als L. Leigh) für Swamped
- 2007[1] David Dean für Ibrahim's Eyes
- 2007 Edward D. Hoch für The Theft of the Ostracized Ostrich
- 2008 Kristine Kathryn Rusch The Secret Lives of Cats
- 2009[1] Mick Herron für Dolphin Junction
- 2009 Doug Allyn für An Early Christmas
- 2010 Dave Zeltserman für Archie’s Been Framed
- 2011 P. N. Elrod für Beach Girl
- 2012 Doug Allyn für Wood-Smoke Boy
- 2013 Dave Zeltserman für Archie Solves the Case
- 2014 Doug Allyn für The Snow Angel
- 2016 Paul D. Marks für Ghosts of Bunker Hill
- 2017 Brendan Dubois für Duty, Honor, Hammet
- 2018 Stacy Woodson für Duty, Honor, Hammet